# Калифорния (фильм, 1993)
«Калифорния» (англ. Kalifornia) — американский триллер 1993 года, дебютный фильм Доминика Сена.

## Сюжет
Писатель, собирающий информацию для своей новой книги про маньяков-убийц, едет со своей девушкой в Калифорнию, посещая места, где маньяки совершали свои преступления. Он берёт с собой незнакомого человека с женой, давшего согласие путешествовать с ними и помочь в исследовании. И надо же было такому случиться, что этот человек (деревенщина, грубый бородатый мужчина) и есть самый настоящий убийца. Он на практике показывает писателю, кто такие маньяки и что ими движет, когда они убивают.

## В ролях
- Брэд Питт — Эрл Грейс
- Дэвид Духовны — Брайан Кеслер
- Джульетт Льюис — Адель Корнерс
- Мишель Форбс — Кэрри Лафлин
- Дэвид Роуз — Эрик